# En la Olimpiada (Gatolandia 76)
En la Olimpiada, rebautizada años después como Gatolandia 76, es una historieta del autor español Francisco Ibáñez. Es la primera de la serie de Mortadelo y Filemón ambientada en una competición deportiva y la única que se sitúa en un país ficticio.

## Trayectoria editorial
El cómic fue seriado en la revista Mortadelo en 1972 (a raíz de los Juegos Olímpicos de Múnich) y en un principio se llamaba En la Olimpiada, pero se le cambió el nombre para mantener la continuidad con las historietas siguientes de Moscú 80 (originalmente Olimpiada de 1980), Los Ángeles 84, Seúl 88, Barcelona 92, Atlanta 96, Sydney 2000,  Atenas 2004, Pekín 2008, Londres 2012, Río 2016 y Tokio 2020.

## Sinopsis
Mortadelo y Filemón deben ir al país de Gatolandia, donde van a celebrarse los Juegos Olímpicos, con una misión: infiltrarse entre los atletas e intentar encontrar al agente de Perrolandia (acérrimos enemigos de Gatolandia) que pretende boicotear los Juegos.
Mortadelo y Filemón, para efectuar su misión, se hacen pasar por deportistas, participando en diversas pruebas. Son los únicos representantes de la delegación española, tal y como se puede ver en el desfile de clausura. Mortadelo es el encargado de llevar la llama olímpica desde España a Gatolandia, así como de encender el pebetero.

## Alusiones
En la prueba de lanzamiento de disco Mortadelo intenta lanzar el disco Mi carro de Manolo Escobar, aparecido en 1969 y que estaba de moda en el momento de publicarse esta historieta.